# Fischmarkt w Erfurcie

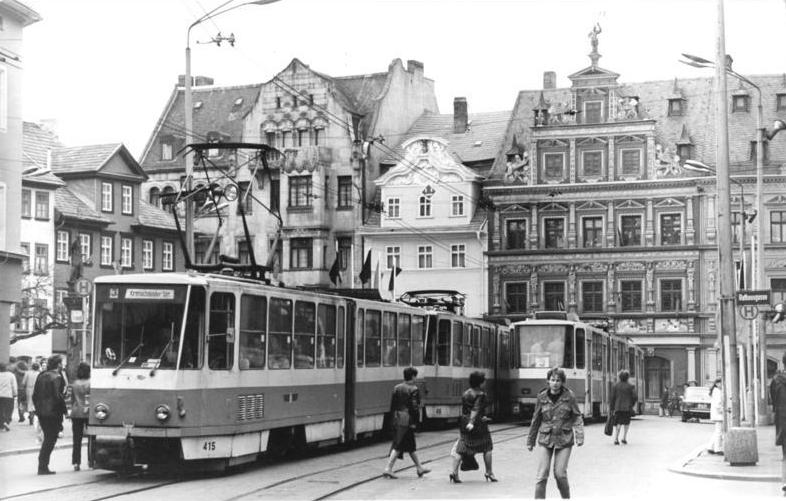
Wagony KT4D na tle zabudowy targu, rok 1983

Fischmarkt (z niem. Targ Rybny) – główny plac miejski stolicy Turyngii, Erfurtu. Jest on położony na starym mieście, graniczy z placem Domplatz od zachodu, a od południowo-wschodniej strony z Anger. Przy erfurckim Fischmarkt wznosi się budynek ratusza miejskiego.

## Historia
Pierwsza wzmianka o rynku pochodzi z roku 1293. W średniowieczu było to popularne targowisko. W 1275 roku na zachodniej stronie targu zbudowano pierwszy budynek ratusza. Obecny budynek pochodzi z roku 1875 i jest zbudowany w stylu gotyckim. 
W 1591 naprzeciw ratusza postawiono statuę przedstawiającą żołnierza, miało to symbolizować waleczność mieszkańców miasta.
Na Fischmarkt znajduje się również kilka znaczących domów patrycjuszy z epoki renesansu, przykładowo Haus zum Roten Ochsen (1562), Haus zum Breiten Herd (1584), Haus Zur Güldenen Krone (1564) i dom Güldenen Lion (1740).

## Komunikacja
Przez plac przebiegają trzy linie tramwajowe umożliwiające połączenie z innymi częściami miasta.